# Felice Napoleone Canevaro
Felice Napoleone Canevaro (Lima, 23 giugno 1838 – Venezia, 30 dicembre 1926) è stato un ammiraglio e politico italiano, senatore del Regno.

## Biografia
Nato a Lima da una famiglia ligure originaria di Zoagli, i suoi genitori erano Giuseppe e Francesca Valega, nel 1852 fu ammesso alla Regia scuola di marina di Genova, uscendone nel 1855 guardiamarina di 2ª classe. Nel 1859, con il grado di sottotenente di vascello, prese parte sul Beroldo e sul Haute Combe alle manovre della Marina Sarda in Adriatico durante la seconda guerra d'indipendenza.
Nel 1860, giunto a Palermo a bordo della fregata Maria Adelaide, nave ammiraglia della squadra sarda, mentre i garibaldini cercavano di organizzare una loro marina, diede le dimissioni dalla Marina Sarda per arruolarsi nella marina garibaldina e a bordo della pirofregata Tükory, la notte del 13 agosto, si distinse nel tentativo di abbordare il pirovascello borbonico Monarca, ancorato nel porto di Castellammare di Stabia, meritando la medaglia d'argento al valor militare.
Nell'autunno successivo venne riammesso nei quadri della marina sarda e imbarcato dal dicembre 1860 al marzo 1861 sulla fregata Carlo Alberto, prese parte all'assedio di Gaeta e di Messina in ripetute azioni di fuoco a distanza ravvicinata dalla costa, meritando la decorazione di cavaliere dell'Ordine militare di Savoia.
Promosso nel 1863 luogotenente di vascello, nel 1865-66 compì, a bordo della fregata Principe Umberto, al comando del capitano di vascello Guglielmo Acton, una lunga campagna transatlantica, lungo le coste dell'America meridionale, attraverso lo stretto di Magellano e le coste cilene del Pacifico. Al rientro in Italia venne assegnato alla fregata corazzata Re di Portogallo, comandata dall'allora capitano di vascello Riboty, prendendo parte nel 1866 alla terza guerra d'indipendenza, nel corso della quale l'unità fu impegnata sia nelle operazioni contro i forti di Lissa, sia nella battaglia del 20 luglio con la flotta austriaca. Il Re di Portogallo era la nave bandiera della 3ª Divisione.
In particolare, il Re di Portogallo guidò il 18 luglio l'attacco a Porto San Giorgio della 3ª Divisione, mentre durante la battaglia del 20 luglio aprì dapprima il fuoco contro la pirocorvetta austroungarica Erzherzog Friedrich, mettendo a segno un colpo sotto la linea di galleggiamento che aprì una falla e costrinse, per la grande quantità d'acqua imbarcata (più di quanto le pompe non potessero espellere), la nave nemica a ritirarsi in direzione di Lissa, quindi, mentre si metteva all'inseguimento dell'unità danneggiata, avvistò il pirovascello austro-ungarico Kaiser, seriamente danneggiato da una bordata dell’ariete Affondatore, che si stava avvicinando per difendere la pirocorvetta, e manovrò per speronarlo; la nave avversaria reagì contromanovrando e dirigendo la prua contro il Re di Portogallo, cosa che portò le due unità ad urtarsi violentemente prua contro prua. Nella collisione il Kaiser ebbe la peggio, ritrovandosi un incendio a bordo, prua e bompresso distrutti la polena, una statua lignea che riproduceva il Kaiser Francesco Giuseppe, rimase incastrata nello scafo della Re di Portogallo e divenne un trofeo di guerra.
La nave italiana procurò alla nave austriaca, battendola efficacemente con l'artiglieria a distanza ravvicinata, morti e feriti tra l'equipaggio e la perdita anche dell'albero di trinchetto, che si schiantò sul fumaiolo, ma la nave italiana, che manovrava a marcia indietro per poter effettuare un altro speronamento, non poté riprendere l'attacco, causa il fumo che occultò l'unità austroungarica, anche perché sul Re di Portogallo si ebbe l'impressione che il Kaiser potesse anche essere affondato. Durante tali azioni il luogotenente di vascello Canevaro, che era capo di Stato Maggiore della 3ª Divisione, meritò una seconda medaglia d'argento al valor militare. Nel proseguimento della battaglia il Re di Portogallo circondato da quattro navi nemiche riuscì grazie all'abilità del comandante Riboty, a uscirne, pur riportando seri danni nel duro combattimento. L'esito della battaglia di Lissa fu alla fine disastroso per la flotta italiana. Il Re di Portogallo, tra le navi italiane più impegnate nella battaglia, fu anche tra quelle che riportarono gravi danni, perdendo le ancore, alcune scialuppe ed avendo 18 metri di corazzatura divelti. La maggior parte di tali danni li riportò nello scontro con il Kaiser. Per la sua condotta durante le operazioni contro Lissa e la battaglia il comandante Riboty ricevette la Medaglia d'oro al valor militare.
Promosso Capitano di fregata nel 1869, dal marzo 1874 all'agosto 1876 svolse il ruolo di addetto navale presso la legazione italiana a Londra. Dal gennaio 1877 al marzo 1879 al comando dell'incrociatore Cristoforo Colombo compì un lungo viaggio di circumnavigazione del globo. La nave, attraversato il canale di Suez, costeggiò l'Asia, toccando i porti della Cina e in Indonesia recuperò la salma di Bixio che era morto di colera a Banda Aceh nel 1873, e poi proseguì per il Giappone, la Russia, spingendosi fino in Siberia, l'Australia e le Americhe; dopo il passaggio in Atlantico attraverso lo stretto di Magellano, risalì il Sudamerica fino alle Antille rientrando poi in Italia.
Promosso capitano di vascello, ebbe importanti incarichi, tra cui quello di capo di stato maggiore del 3° Dipartimento marittimo di Venezia, comandante in seconda dell'Accademia navale e di comandante della corazzata Italia. Nel 1884, trovandosi a La Spezia durante l’epidemia di colera quando si rese benemerito della salute pubblica per l'attiva opera umanitaria svolta, che gli valse una medaglia d'argento al valor civile. Promosso contrammiraglio nel 1887, assunse il comando dell'arsenale di Taranto e in seguito della 2ª Divisione Navale della Squadra permanente. Promosso viceammiraglio nel 1893, nel 1896 assunse il comando della Squadra Navale.
Nel febbraio del 1897, in occasione della rivolta scoppiata nell’isola di Creta, giunse in quelle acque al comando della 1ª Divisione della 1ª Squadra, formata dalle corazzate Sicilia, nave insegna di Canevaro, e Re Umberto, dall'incrociatore protetto Vesuvio e dall'incrociatore torpediniere Euridice. Canevaro che sostituì al comando della squadra navale italiana il contrammiraglio Gualterio, che era giunto in precedenza al comando della 2ª Divisione Navale, e per l'anzianità nel grado, assunse il comando del Consiglio degli Ammiragli.
Fu ministro della Marina del Regno d'Italia nel Governo Starrabba V e ministro degli Esteri nel Governo Pelloux I, durante il quale, in occasione della conferenza internazionale anti-anarchica tenutasi a Roma nel 1899, si batté per la reintroduzione della pena di morte. La sua missione in Cina con il diplomatico Renato De Martino si risolse con un grave insuccesso.
Dopo Caporetto, fu vicepresidente della commissione d'inchiesta presieduta dal generale Carlo Caneva. Passò poi per ragioni di età in ausiliaria e a riposo: in questa posizione fu promosso viceammiraglio di armata il 1º dicembre 1923. Morì per cause naturali a Venezia tre anni dopo.

## Nei media
Nel romanzo Zorba il greco di Nikos Kazantakis (e, di seguito, nell'omonimo film Zorba il greco, diretto da Michael Cacoyannis), Hortensia, interpretata nel film da Lila Kedrova, nel corso del primo incontro con Zorba e Basil racconta di come abbia convinto l'ammiraglio Canevaro a non cannoneggiare i cretesi in rivolta.